# Башкарка
Башкарка — река в России, протекает по Горноуральскому району Свердловской области. Устье реки находится в 18 км по левому берегу реки Ямбарка. Длина реки составляет 20 км.
Система водного объекта: Ямбарка → Нейва → Ница → Тура → Тобол → Иртыш → Обь → Карское море.

## Данные водного реестра
По данным государственного водного реестра России относится к Иртышскому бассейновому округу, водохозяйственный участок реки — Реж (без реки Аять (приток Режи) от истока до Аятского гидроузла) и Нейва (от Невьянского гидроузла) до их слияния, речной подбассейн реки — Тобол. Речной бассейн реки — Иртыш.
Код объекта в государственном водном реестре — 14010501812111200006464.

## Населённые пункты, через которые протекает река
- Новая Башкарка
- Старая Башкарка